# Victoriatus

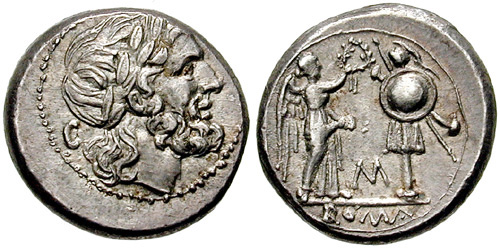
Victoriatus aus einer sizilianischen Münzstätte. 211-208 v. Chr. Avers: Jupiterkopf mit Lorbeerkranz; Revers: Victoria ein Tropaeum bekränzend mit einem Olivenkranz;

Als Victoriatus bezeichnet man einen antiken römischen Münztyp, der von ca. 210 v. Chr. bis um 100 v. Chr. im Römischen Reich ausgegeben wurde und im Avers den Gott Jupiter trug und am Revers eine Victoria zeigt, die mit einem Tropaeum bekränzt.
Der Name der Münze leitet sich her von der Siegesgöttin Victoria, die auf jedem Revers dieses Typs zu finden ist und die meist vor einem Feldzeichen steht, das mit den Waffen der besiegten Feinde ausstaffiert war. Er bedeutet „vom Sieg kommend“ oder „zum Siegen bestimmt“.
Geprägt wurde die Münze kurz vor den ersten Denaren. Seine Wertigkeit entsprach 3/4 eines Denars (= 7 1/2 alte Asse) – gemessen am Silbergehalt der frühen Denare. Ausgegeben wurde die Münze meist außerhalb von Rom; vermutlich zirkulierte sie größtenteils in den entlegeneren Gebieten Latiums. In Illyrien schätzte man den Victoriatus als Handelsmünze. Sein Silbergehalt entsprach dem der halben griechischen Doppeldrachme, die im süditalienischen und sizilianischen Raum noch umlief. Es wird vermutet, dass er somit ein Äquivalent zur einfachen Drachme darstellen sollte, die wichtig für die Besoldung römisch-griechischer Miettruppen war. Der V. wurde angeblich im Feld von den Kommandeuren an die Truppen ausgegeben, was auch seine Symbolik im Revers nahelegen würde. Der V. hatte auch nie eine Wertbezeichnung wie X, V oder IIS besessen, wie es sonst bei den frühen römischen Denaren, Quinaren und Sesterzen üblich war, er war somit wahrscheinlich nicht für den römischen Binnenumlauf vorgesehen gewesen.
Später wurde der Victoriatus durch den Denar zurückgedrängt und verschwand bald aus dem täglichen Leben. Um 100 v. Chr. ersetzte der Quinarius nummus den Victoriatus, der nur noch im Thessalischen Bund einige Zeit weiter existierte.
Der Begriff „Victoriatus“ findet sich heute noch in dem Familiennamen Vettorato in der Provinz Venedig, bzw. gräzisiert zu Vittoratos / Vitoratos auf Kefalonia.